# Nové pojetí dálniční sítě

Plánovaná dálniční síť podle NPDS

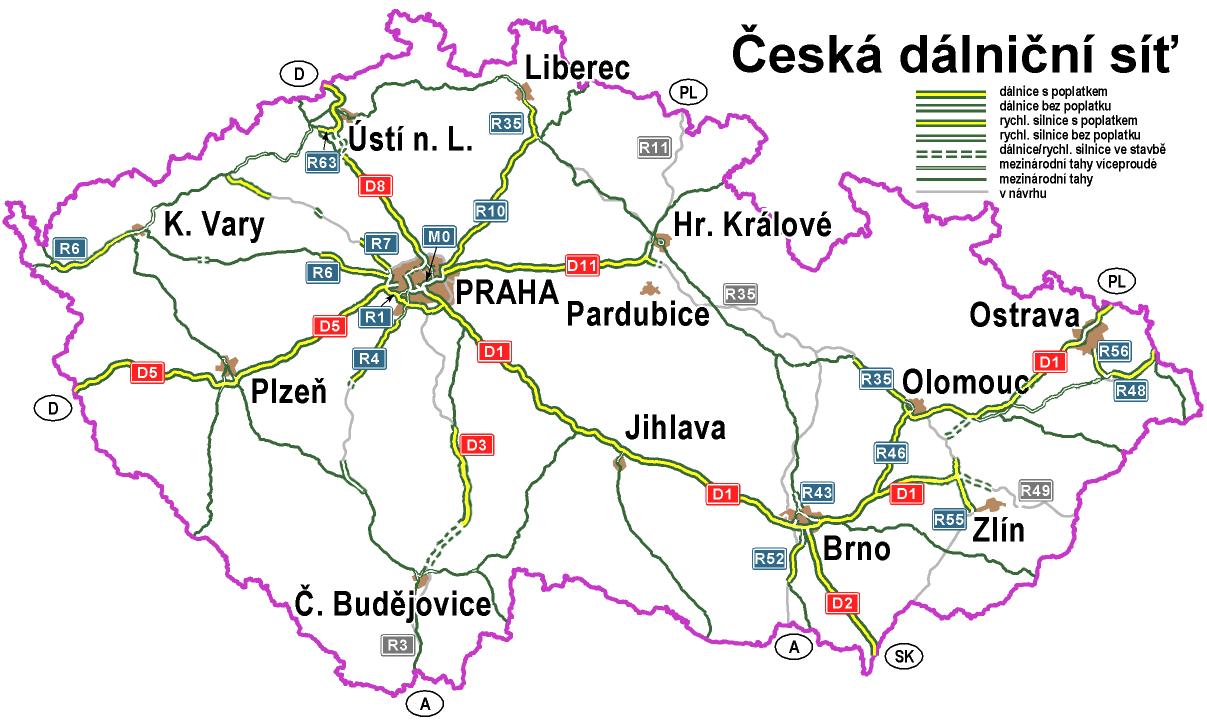
Síť dálnic a rychlostních silnic v roce 2015

Nové pojetí dálniční sítě (NPDS) je opatření Ministerstva dopravy ČR, kterým byla k 1. 1. 2016 provedena reorganizace české dálniční sítě. Došlo zejména k převedení většiny silnic pro motorová vozidla (rychlostních silnic) na dálnice (nově tzv. dálnice II. třídy) a zároveň byla vytvořena nová kategorie silnic pro motorová vozidla (SMV) s nově zavedenou nejvyšší povolenou rychlostí 110 km/h, případně 90 km/h u směrově nerozdělených úseků.

## Důvody
Hlavním důvodem sloučení dvou původně rozdílných kategorií byl fakt, že jak na dálnicích, tak i na rychlostních silnicích byla stejná nejvyšší povolená rychlost (130 km/h) a obě kategorie byly zpoplatněny dálniční známkou (resp. mýtem u nákladních vozidel). Kategorie se lišily zejména některými návrhovými parametry – poloměrem oblouků a šířkovým uspořádáním pozemní komunikace, pro laického řidiče však byl praktický rozdíl minimální, navíc barevné označení bylo též matoucí (červeno-zelené schéma u dálnic a schéma modro-zelené u rychlostních silnic).
V mezinárodním srovnání také mnohé české rychlostní silnice dosahovaly vyšších kvalit než některé komunikace v Evropě značené jako dálnice (zmiňována byla např. německá dálnice A8).
Ze stavebního hlediska byly původní rychlostní silnice kategorizovány jako silnice I. třídy, což neodpovídalo jejich charakteru; jako obyčejné silnice byly označovány i v mezinárodním měřítku. Do kategorie rychlostních silnic bývají v jiných zemích zařazeny často úseky, které mají ve srovnání s ostatními pozemními komunikacemi pouze příznivější směrové a výškové parametry, nacházejí se na nich mimoúrovňové křižovatky, ale nejsou ani směrově dělené.

## Vývoj návrhu
První návrhy konceptu nového pojetí dálniční sítě se objevily v roce 2008, nicméně termín účinnosti byl postupně oddalován z roku 2013 a 2014 na konečný rok 2016. Název „Nové pojetí dálniční sítě“ byl poprvé užit v srpnu 2012. V původním konceptu se nepočítalo s převedením např. rychlostních silnic R4, R46, R48, R55 a R56., Pražský okruh měl být označen PO, dnes je značen jako D0. NPDS bylo schváleno vládou na jaře 2013. NPDS bylo přijato parlamentem 15. 9. 2015 jako zákon 268/2015 Sb., kterým došlo k novelizaci zákona 13/1997 Sb., o pozemních komunikacích, a zákona 361/2000 Sb., o silničním provozu. Účinnosti nabyla novela 31. 12. 2015.
Projednání NPDS bylo zásluhou Jána Skovajsy z odboru pozemních komunikací na MDČR.

## Nové dálnice
Toto je seznam silnic, které byly převedeny z kategorie R do D. Došlo u nich i k změně barevného označení z modré na červenou barvu. Celkově bylo přeřazeno 438 km rychlostních silnic.
| Komunikace  | Trasa                                                                           | Původní označení | Nové označení |
| ----------- | ------------------------------------------------------------------------------- | ---------------- | ------------- |
| Dálnice D0  | Pražský okruh                                                                   | I1               | D0            |
| Dálnice D4  | Praha – Dubenec (–) Nová Hospoda                                                | I4               | D4            |
| Dálnice D6  | Praha – Nové Strašecí (–) Karlovy Vary – Cheb (– Pomezí nad Ohří – D)           | I6               | D6            |
| Dálnice D7  | Praha – Slaný (– Louny –) Chomutov                                              | I7               | D7            |
| Dálnice D10 | Praha – Mladá Boleslav – Turnov                                                 | I10              | D10           |
| Dálnice D35 | (Jičín –) Hradec Králové (– Litomyšl –) Mohelnice – Olomouc – Lipník nad Bečvou | I35              | D35           |
| Dálnice D46 | Vyškov – Olomouc                                                                | I46              | D46           |
| Dálnice D48 | (Bělotín – Nový Jičín –) Frýdek-Místek – Český Těšín                            | I48              | D48           |
| Dálnice D49 | (Hulín – Vizovice – SK)                                                         | I49              | D49           |
| Dálnice D52 | Brno – Pohořelice (– Mikulov – A)                                               | I52              | D52           |
| Dálnice D55 | (Olomouc – Přerov –) Hulín – Otrokovice (– Uherské Hradiště – Břeclav)          | I55              | D55           |
| Dálnice D56 | Ostrava – Frýdek-Místek                                                         | I56              | D56           |

Přeřazeny byly i plánované úseky dotčených rychlostních silnic. U plánovaných rychlostních silnic R3 a R11, které měly v příhraničních úsecích navazovat na dálnice D3 a D11, došlo k začlenění úseků do zmíněných dálnic.
Naopak nebyl převeden úsek R7 Spořice–Chomutov (nově I/7), R35 Ohrazenice – Liberec (nově I/35) a celá silnice R63 u Teplic (nově I/63). Tyto se staly silnicemi pro motorová vozidla s rychlostí 110 km/h, protože nevyhovovaly různým požadavkům a jako u jediných komunikací zde došlo ke snížení povolené rychlosti.

## Nové silnice pro motorová vozidla
Mezi silnice, které byly po roce 2015 označeny jako SMV, patří silnice I/11 u Opavy, Havířova a Třince, I/13 mezi Karlovými Vary a Ostrovem a Chomutovem a Teplicemi, I/20 v úseku Nová Hospoda – Písek, I/37 mezi Hradcem Králové a Pardubicemi, I/34 v úseku České Budějovice – Lišov a další kratší úseky v okolí Prahy, Plzně, Brna a Ostravy.

## Navazující změny
Koncem prosince 2015 a začátkem ledna 2016 došlo zejména k výměně dopravních značek dálnic (IP 14a, IP 14b) a silnic pro motorová vozidla (IP 15a a IP 15b) za novější IZ 1a a IZ 1b a IZ 2a a IZ 2b. Následně došlo i k výměně barevného označení čísel nových dálnic (z modrého na červený podklad) a výměnám směrovek.
Dlouhodobě se ŘSD snaží na úrovni krajských a okresních správ komunikací o koordinaci dálkového a sběrného značení dálnic.
V plánu je i rozšíření nově kategorizovaných dálnic, dále úpravy mimoúrovňových křižovatek a odpočívadel, výstavba nových Středisek správy a údržby dálnic (SSÚD) či montáž oplocení tak, aby i bývalé rychlostní silnice splňovaly všechny parametry dosavadních dálnic.

### Slovensko
K podobnému kroku jako v Česku došlo 1. 4. 2020 i na Slovensku, kdy rychlostní silnice v plném profilu začaly být označovány dopravními značkami pro dálnice (nově rovněž zelenými), nicméně si ponechaly původní číslování (R1, R2 …).

## Kritika
Kritici namítali, že tímto krokem byla uměle zvýšena délka české dálniční sítě, oponenti tvrdí, že se tím naopak sníží dlouhodobý deficit kvůli příliš přísným kritériím pro kategorii dálnic. Bylo poukazováno i na zbytečné výdaje v souvislosti s osazením nového dopravního značení.